# Efectes especials
Els efectes especials (en anglès - special effects o simplement com a SFX, SPFX o FX) són aquells elements que s'utilitzen en la indústria del cinema o en televisió per a aconseguir escenes que tenen ambients, personatges o situacions que no poden succeir a la vida real, com per exemple un viatge a l'espai. Els efectes especials s'utilitzen generalment en pel·lícules de ciència-ficció, no obstant això, avui dia també s'agreguen a pel·lícules de comèdia, drama, terror o suspens. N'hi ha de diversos tipus i han evolucionat molt en la història del cinema. Els efectes especials es poden generar mitjançant el mode tecnològic (també anomenat efectes digitals) o el manual. La primera és la que més s'utilitza i consta en realitzar els efectes a través d'ordinadors, però els seus costos poden ser molt elevats, ja que s'utilitzen grans infraestructures tecnològiques. A més, aquests efectes es realitzen després del rodatge de les escenes i la fase de producció en què es realitzen els efectes digitals s'anomena postproducció. D'altra banda, el mode manual, requereix més dedicació i temps, ja que els efectes han estat creats de manera artesana, com per exemple monstres o la creació d'explosions en el propi rodatge. Tot i la diferència entre aquests dos models de creació, moltes pel·lícules utilitzen els dos modes per crear els seus efectes especials.
El concepte, tot i ser coses diferents, es confon sovint amb el de efectes visuals. Els efectes especials són aquells que es realitzen abans i durant el rodatge de la producció audiovisual. Per tant, en aquest àmbit s'hi inclouran els efectes de maquillatge tradicional, els animatrònics (com són alguns dinosaures de Jurassic Park), efectes de pirotècnia, destrucció i pluges artificials, així com tots els elements de l'escenografia (escenaris, trens...). En canvi, els efectes visuals són (llevat d'aquelles produccions en que la producció és enterament digital) els que es duen a terme una vegada ja ha acabat el rodatge, en la fase de postproducció (en són exemples el morphing, la captura de moviment o el CGI). Aquest és un aspecte polèmic dels Premis Goya, que no diferencien ambdós treballs, englobant-los en una mateixa categoria.

## Història
Els efectes especials són tan antics com el cinema. Els trucs visuals per a aconseguir efectes de tota mena avançaven com una tècnica cinematogràfica més des dels primers dies de l'art de fer películas. Existeixen moltes tècniques d'efectes especials, que van des d'efectes tradicionals en sales de teatre, passant per tècniques clàssiques de filmació inventades a principis del segle xx, tals com fotografia d'imatges aèries, fins a les tècniques gràfiques d'ordinadors moderns. Sovint s'utilitzen diferents tècniques en conjunt en una escena o presa per a aconseguir l'efecte desitjat. Amb freqüència els efectes especials són "invisibles", és a dir, l'audiència no s'adona que es tracten d'efectes especials. Un exemple d'això són els escenaris de pel·lícules històriques on l'arquitectura i voltants són recreats per mitjà d'efectes especials.

## Tipus d'efectes especials
Els efectes especials es divideixen tradicionalment en tres tipus. En primer lloc els efectes òptics, anomenats també efectes visuals o fotogràfics, que consisteixen en la manipulació d'una imatge fotografiada o d'una pel·lícula.
El segon tipus són els efectes pràctics, efectes mecànics o físics), que es realitzen durant el rodatge en viu de la pel·lícula. Aquests inclouen ninots mecànics, escenografia, pirotècnia, pluja artificial i etc.
El tercer lloc ho componen els efectes de so.

### Efectes òptics i digitals

#### Efectes òptics
Els efectes òptics, aplicables a qualsevol distorsió de la filmació directa feta amb la mateixa càmera amb la qual es roda, o mitjançant un tractament especial de la pel·lícula durant el procés de revelat i positivat. El més simple d'aquests efectes és la sobreimpressió, que significa tenir imatges superposades en una sèrie de fotogrames, la qual cosa s'aconsegueix exposant la pel·lícula dues vegades abans de ser revelada (això es diu doble exposició o, si es fes més de dues vegades, exposició múltiple; però si es fa copiant dos negatius diferents sobre la còpia positiva es diu doble impressió).
Altres efectes òptics elementals són els fosos, encadenats i cortinetes. En un fos final (cap al negre o cap al blanc), la imatge es va enfosquint o aclarint gradualment fins que la pantalla queda totalment negra o blanca. En l'obertura (des de negre o des de blanc) el procés és l'invers. Els fosos es poden fer amb la càmera mentre es roda la presa tancant o obrint el diafragma de l'objectiu, o tancant o obrint una cortineta interior de la càmera que està davant de la pel·lícula.
En els encadenats es fa primer un fos i després s'obre, superposant tots dos processos, es retrocedeix la pel·lícula dins de la càmera per a obrir fins al fotograma des del qual es va començar a tancar, amb el que la segona imatge es va sobreimpresionant —cada vegada amb major nitidesa— al mateix temps que la primera va desapareixent. En les cortinetes, una línia es desplaça a través del quadre de la pantalla, eliminant gradualment la imatge anterior mentre va apareixent la nova imatge en l'àrea que va envaint la línia.
Tots aquests efectes senzills es van incorporar a la cinematografia des de la fotografia fixa i les tècniques de la llanterna màgica desenvolupades en els primers anys del cinema per George Albert Smith i Robert W. Paul.
El fer que els objectes semblin moure's a l'inrevés era alguna cosa que també podia realitzar-se amb la cambra, ja des de 1899, movent la pel·lícula en sentit invers a l'habitual; però, tots aquests efectes, avui dia, s'aconsegueixen igual amb una copiadora òptica, dispositiu que permet separar la pel·lícula negativa de la positiva —en comptes d'obtenir-los per contacte— durant el procés de copiat.
La imatge del negatiu es projecta fotograma a fotograma mitjançant un sistema de lents per a caure sobre el fotograma del positiu, la qual cosa permet que es puguin incorporar altres lents, filtres, o caixets entre les dues pel·lícules per a alterar la imatge segons vulguem.

#### Efectes digitals o visuals
De l'anglès Visual effects o VFX, els efectes visuals o digitals són la manipulació d'imatges o fotogrames de pel·lícula, vídeos de manera i format digital. Per efectes visuals, s'entén normalment la integració de material rodat amb imatges generades per ordinador o altres elements (com efectes pirotècnics o maquetes) per a crear ambients o escenaris que semblen realistes, però serien massa perillosos, costosos o simplement impossibles de rodar.
Són més i més comuns en pel·lícules d'alt pressupost i ja són accessibles per a pel·lícules amb un pressupost menor gràcies a programari d'animació i composició d'imatges relativament econòmic, a l'abaratiment del maquinari de gran capacitat de processament i visualització, especialment les targetes gràfiques 3D (NVIDIA i ATI), les targetes de vídeo i les granges de render.
CGI (Computer Generated Image): totes aquelles imatges que es creen per ordinador, imatges reals retocades per ordinador, composició o procés d'integració de tot.
- Pantalla blava / fons chroma (Croma key): consisteix a rodar un element o personatge amb fons blau o verd. Posteriorment se substitueix el color solgut (verd o blau) per una imatge. En temps real aquesta tècnica es realitza mitjançant Maquinari especialitzat, per exemple els mapes del temps.
- Creació de personatges per ordinador, personatges virtuals: consta de diverses fases. Disseny dels personatges, mitjançant tècniques tradicionals de dibuix (esbós). Creació de model, desenvolupament infogràfic (en 3D) dels volums, com si es tractés d'una escultura virtual. Creació de materials i textures (fusta, vidre, etc.), és a dir el comportament de la llum pel que fa a l'objecte. Creació del setup del model tridimensional, una mena d'esquelet o estructura interna que facilita l'animació. Animació, il·luminació i moviments de càmera i render.
- Morph: consistent en la metamorfosi d'un element a un altre, mitjançant la selecció de punts comuns o origen i destinació, entre d'altres. Avui dia mitjançant programari especialitzat que ho acustuma a fer automàticament o quasi.
- Maquetes: Sistema Zoptic: consisteix en un projector i en una càmera, però la peculiaritat resideix que el zoom de la càmera està sincronitzat amb el del projector. D'aquesta forma, quan el zoom de la càmera s'apropa, el del projector també s'apropa i viceversa (donant la sensació de moviment). Maquetes en miniatura, animatrònics.
- Maqueta Penjant: Es denomina així a una miniatura que s'interposa entre la càmera i el fons veritable, el que permet tenir un fons (valgui la redundància) de tres dimensions, efecte no aconseguit per la pintura Matte, aquest tipus de recursos va ser molt usat entre els anys 30 i 60.
- Matte painting i foto fixa: dibuixos digitals o tradicionals o fotos que serveixen com plaques de fons per a elements en croma o rotoscopiats.
- Efectes de rodatge: rodar actors o maquetes en croma blava o verda.
- Animació digital: modelar, il·luminar, texturar, animar i renderitzar personatges, partícules, fons, escenaris, etc. en 3D generades per ordinador.
- Transparències: consisteixen a rodar a uns actors en estudi, però creant la impressió que no es troben en ell. Sembla que estan conduint un cotxe, enmig de la platja o en el carrer.

#### Tecnologia
Quant als elements tecnològics importants per a la realització d'efectes digitals podem distingir entre dos grans grups, maquinari i programari:
- Maquinari: destaquem el scanner, l'estació de treball i la registradora. El scanner és fonamental en els efectes digitals, ja que amb ell digitalitzem les imatges; això ens permet introduir en l'ordinador la informació que estava en la pel·lícula a l'ordinador per al seu posterior tractament. Un altre element maquinari important és l'estació de treball. Són ordinadors especialitzats en el tractament d'imatges. Part d'aquest equip ho formen també, els perifèrics, ja que la digitalització en resolució cinematogràfica necessiti una gran capacitat d'emmagatzemament També està la registradora, el funcionament de la qual és l'invers al del scanner, converteix les imatges digitalitzades en fotogrames d'una pel·lícula.

- Programari: destaquem el programari 3D, programes de composició digital, chromakeyers (cromes), paletes gràfiques (programes de retoc fotogràfic). Consta de paquets d'animació que consisteixen en un o diversos mòduls amb els quals es pot modelar, animar i donar aparença real a un objecte. Els programaris més importants són wavefront, softimage, alias, etc. Amb els compositors podem barrejar imatges de manera digital sense pèrdua d'imatge. Un altre programari important són els cromas (Chromakeyers), la seva tècnica tracta de fer una sobreimpressió d'una imatge dins d'una altra, necessitem una imatge en blanc i negre que es diu màscara (canal alfa), de la figura. D'aquesta manera tenim tres imatges: el fons, la figura (RGB) i la màscara corresponent a la figura (alfa). Aquesta màscara serà blanca en la part de la imatge de la figura que vulguem conservar en la imatge final i negra en la part que vulguem que es conservi el fons. Per a assolir això, hem de rodar la figura sobre un fons de color pla, que sol ser verd o blau. Els cromes ens permeten generar màscares de les imatges rodades sobre un color pla, per a la seva utilització per programes de composició digital. Amb les paletes gràfiques podem retocar les imatges digitalitzades, s'usen per a retocar fons, eliminar parts d'imatges que no ens interessin, per a generació de textures, etc.

Els mòduls dels paquets d'animació 3D són:
1. Modelador: per a treballar la geometria.
2. Animador: per a donar-li moviment als objectes.
3. Materials i Il·luminació: donar aparença i textura als objectes.
4. Render: càlcul de les imatges.

### Efectes pràctics
Els efectes pràctics, efectes mecànics o efectes físics en el cinema són aquells efectes especials que es realitzen durant el rodatge en directe de la pel·lícula que no estan generats per ordinador i tecnologia 3D. Tots ells es componen des de figures artesanals, efectes de pirotècnia o escenografia. En moltes ocasions, simplement es tracten de meres il·lusions òptiques.

#### Llum
Se sol dir que el "pare dels efectes especials" sens dubte és Georges Méliès, un dels primers cineastes. Va ser el pioner en una infinitat de tècniques cinematogràfiques com l'aturada per substitució, doble exposició, composició amb mattes, miniatures i marionetes que van donar l'impuls inicial per al que són avui els efectes especials al cinema. En una de les seves pel·lícules més celebris, Viatge a la lluna de 1902, presenta una gran quantitat d'efectes especials que, en l'època, s'arribaven a considerar màgia.
Una de les seves majors creacions va ser l'entroncament, un cèlebre descobriment que va fer quan, en filmar una escena al carrer, la seva càmera es va embussar generant la sensació que un objecte es transformava en un altre. Així va ser que Meliès va començar a utilitzar aquesta tècnica en pel·lícules en les quals, per exemple, es representaven espectacles de màgia, però el veritable efecte d'il·lusionisme ho aconseguia amb l'edició. Una altra tècnica descoberta pel director va ser la dissolvència narrativa, un recurs que utilitzava per a expressar canvis de temps i que podia utilitzar-se per a anar de darrere cap endavant en la història sense necessitat de seguir el lapse de temps real.

#### Accions físiques
Per la representació de esdeveniments meterològics com la pluja, neu o la boira, s'emprèn un seguit de tecnologies que simulen aquestes accions. A la vegada, també existeixen d'altres com incendis o focs, els quals estan controlats per especialistes.

#### Pirotècnia
La representació d'explosions o armes de foc, es duen a terme amb material inflamable (pols negre) que conté una barreja de carbó i nitrat de potassi, una reacció que crea explosions. Es pot arribar a controlar – amb especialistes qualificats – la duració, l'abast i la grandesa de l'explosió.

#### Preses emmascarades
Un altre tipus d'efectes són els que realitzen la presa de diverses formes diferents. En la més simple d'aquestes, una màscara negra (o caixet) es posa davant de l'objectiu, o dins de la cambra, per a evitar que part de la pel·lícula s'impressioni. Després es filma un altre motiu, impressionant-lo just sobre l'àrea dels fotogrames que no ha estat impressionat, usant un contra caixet que cobreix just l'àrea que es va impressionar en la primera exposició.
Tals efectes daten també dels orígens del cinema. Van ser inventats per dos dels seus pioners, G. A. Smith i Georges Méliès, i posteriorment perfeccionats per Edwin Porter i per Norman O. Dawn, que va ser l'inventor del caixet sobre cristall (en el qual es dibuixa el fons que es vol veure incrustat sobre la imatge).

#### Incrustacions en moviment
Les combinacions de caixets simples no serveixen quan el que es busca és que el fons estigui en moviment quan l'actor també ho està (per exemple, el paisatge que es veu a través de la finestreta d'un tren).
Es van idear diverses formes d'incrustació en moviment. En el bàsic, els actors es graven davant d'una pantalla amb un color apropiat, filmació de la qual s'obté una silueta negra en moviment que es pot incrustar sobre el fons gravat per separat quan els dos es combinen al final en el copiat. Hi ha moltes variacions complexes d'aquest procés bàsic, però normalment és una pantalla blava —el chroma key— la que es col·loca darrere dels actors.
Una forma més senzilla d'aconseguir el mateix efecte, molt utilitzada en les dècades de 1930 i 1940 era la retroprojecció. Consisteix a filmar primer el fons, que després es projecta des de darrere sobre una pantalla gran translúcida, amb un projector sincronitzat amb la càmera que filma als actors davant d'aquesta pantalla (es coneix vulgarment com a transparència). Un mètode alternatiu emprat des de 1969 és la projecció des de davant dels actors, sobre una pantalla especial col·locada darrere d'ells, que reflecteix la llum direccionalment. La part de l'escena que cau sobre els actors no es registra en la pel·lícula perquè és marcadament menys lluminosa que les parts de l'escena al seu voltant que reflecteix la pantalla.

#### Maquillatge
Sovint es realitzen maquillatges que necessiten volum o produir impressions exactes, això moltes vegades no es pot assolir amb clar-foscos, la base del maquillatge teatral i social, per tant es fa necessari crear diferents coses, com poden ser pròtesis, màscares i/o màscares amb mecanismes (animatronica), això és aplicat tant a un ser humà o per a reproduir altres coses, exemple, publicitats que un veu "l'hamburguesa perfecta", això no existeix és un efecte especial per a ressaltar les virtuts del producte X, o rèpliques de parts del cos hiperrealistes ja sigui mitjançant la còpia directa de l'actor o modelant-les si no fos possible, com per exemple un nadó o un animal. La diferència bàsica entre les pròtesis i les màscares és que les primeres estan dividides en diverses parts i/o solament modifiquen una zona petita Exemple: un nas, així també aquestes necessiten major habilitat i temps per a la seva aplicació, el guany implícit és assolir que no es perdi la gesticulació de l'actor. Sovint es confon aquests efectes amb maquillatge i/o amb efectes especials en general, no és així, aquests es denominen efectes especials de maquillatge de l'anglès "Special Makeup Effects" SPFX.

#### Efectes de muntatge
Post-producció que serveix per ajuntar diversos plans que s'han fet en un rodatge i crear el producte final. En aquest es té en compte l'organització dels plans i quin impacte causaran a l'espectador. Per això, cal tenir en compte l'angle de la càmera, la coordinació entre dos plans i la continuïtat de la narració dins d'aquests.
Tipus d'efectes de muntatge:
- Muntatge continu: quan la transició i el ritme d'un pla a un altre és suau. Aquest, depèn de la mida del pla, per tant, un pla general estarà més temps a la pantalla que un de mitjà o primer pla.
- Muntatge discontinu o sintètic: xoc entre dos plans creant així conflictes intel·lectuals i emocionals. A més, es té en compte la percepció que generen per alterar el públic. La continuïtat espacial es veu alterada amb la intercalació de diferents llocs.
- Muntatge de so: per a generar una bona audició a l'espectador, cal que el so tingui una continuïtat, ja que l'oïda és molt més sensible que l'ull dels estímuls. Per a generar naturalitat i a més, perquè no causi un embolic al cervell, no es poden tallar de forma brusca els efectes de so (ex. música) i passar al diàleg directament.

### Efectes de so
Els efectes d'àudio es realitzen en una obra per mitjà d'efectes de so pre-gravats.

## Temps de realització
Els efectes visuals amb freqüència són fonamentals per a la història i l'atractiu d'una pel·lícula. Encara que la majoria dels efectes visuals es fa durant la postproducció, cal planificar-los i coreografiar-los amb molta cura en la preproducció i filmació de la pel·lícula. En les grans produccions cinematogràfiques sovint es lloga més d'una empresa per a realitzar els efectes visuals.

## Efectes especials al cinema mut
N'hi ha moltes referències del cinema mut que van utilitzar efectes especials per tal de mostrar quelcom a l'espectador que no es podia portar a terme a la vida real, com ara el film "Modern times" de Charles Chaplin, del 1936, on sembla que el protagonista estigui a punt de caure per les escales amb patinents, però tot i així manté l'equilibri i no cau, es manté al marge, o quan Mary Pickford es dona un petó a si mateixa a "El petit Lord Fauntleroy", del 1921. Tot i no haver-hi la tecnologia de la qual es disposa actualment, ja en aquella època hi havia diversos trucs per a poder portar a terme aquest tipus d'escenes al cinema mut sense que l'espectador s'adonés d'ells: el primer film va fer ús d'una imatge superposada en el mateix tir de càmera, la qual estava pintada com si estiguessin els pisos d'abaix (tot i que realment no hi hagués cap espai per on Chaplin pugues caure), fent així aquesta sensació de caiguda que, finalment, no es produeix. Per altra banda, la segona pel·lícula s'observa dos cops a la mateixa persona en la mateixa escena. Això ja es va portar a terme anteriorment per Geroges Méliès, el qual indagà i descubrí com fer possible aquesta doble aparició: a partir dels mats i la doble exposició, amb la condició de que no es mogués el personatge, ja que sinó l'efecte es perdia. Per altra banda, Charles Rosher va utilitzar el dibuix de la silueta de Mary Pickford a un vidre i una estructura metàl·lica per produir l'efecte doble. Per aconseguir aquesta imatge de 3 segons, van tardar 15 hores.
L'escena del film "Safety Last" del 1923, on Harold Lloyd es troba agafat d'una maneta d'un rellotge es va portar a terme gràcies a l'enquadre i la maqueta escollida, ja que a partir de la perspectiva, s'evitava mostrar el terra del pla i es fabricava un decorat adient per tal de donar aquest efecte d'estar en un edifici molt alt. Una altra escena del cinema mut que fa ús dels efectes especials es troba a la pel·lícula "Ella Cinders", on Collen Moore mou els ulls de manera molt perversa. Per portar-ho a terme, l'escena es va filmar en dos cops: un per cada meitat de cara, juntament amb un cristall, el qual tenia una part de color negre que estava de cara a la càmera. Tot seguit, es torna a enrotllar la pel·lícula, ara fent que la part negra del cristall tapi l'altre meitat de la cara de l'actriu. A aquest procediment se l'havia d'afegir que Moore no canvies la seva expressió durant tota la duració de la filmació de l'escena, ja que en aquest cas sortiria malament i s'hauria de repetir. A "Sherlock Jr.", del 1924, es fa ús del Matte Painting per ocultar una part de l'escenari, com ara la carretera on es troba en Buster Keaton.
Quant als efectes especials a Espanya, es pot remarcar el pioner Segundo de Chomón, el qual va inventar el stop motion, és a dir, que els objectes es moguessin per si mateixos, com si tinguessin vida pròpia, a més de ser també el primer espanyol que va donar color a les seves pel·lícules mudes, en un principi a mà, tot i que després ho va perfeccionar creant una màquina que acoloria les imatges. Va ser una de les persones que va entendre el cinema com quelcom més enllà que simplement contar la realitat.

## Efectes especials en espectacles, performances, animació i celebracions
L'ús de màquines de fum en els espectacles de música és un estàndard en aquesta indústria des dels anys 1980. Així com màquines llançaflames verticals. En els anys de l'auge del heavy van estar especialment presents. Des d'inicis del segle XXI s'ha començat a utilitzar aquests efectes en actuacions (o performances) de grups de teatre d'avantguarda, efectes de foc, bombolles de sabó, fum baix i alt, escuma, neu artificial etc. mentre en els sectors de la publicitat i esdeveniments, un efecte especial molt recurrent és el de la pluja de confeti i/o de serpentines.

### El màgic d'Oz(1939)
Una altra gran innovació en el món dels efectes especials es va introduir a partir de l'any 1907, quan els cineastes comencen a utilitzar la tècnica de la "pintura en mat", que consistia a pintar un escenari inexistent en la realitat i introduir-lo perfectament en el muntatge de la pel·lícula. Aquest recurs, no obstant això, no aconsegueix la seva època daurada fins a l'arribada del technicolor. El màgic d'Oz (1939) és un gran exemple de l'ús d'aquest efecte especial.
Aquesta tècnica perdura encara avui, ja que, encara que de manera digital, es mostra pràcticament en totes les pel·lícules sense importar el seu gènere.
A més, cal dir que en aquest film de la MGM, també es comença a fer ús de goma-escuma o làtex per a caracteritzar als personatges, agregant-los nassos, orelles i altres parts del cos.

### Eugen Schüfftan
Una altra figura important en els inicis dels efectes especials va ser Eugen Schüfftan, qui va realitzar els efectes especials del llargmetratge Metropolis (1927). En la pel·lícula, no sols la ciutat en miniatura, sinó que va crear el Procés Schufftan, que va permetre als actors interactuar amb aquest nou mitjà.
Les miniatures van permetre als directors recrear escenaris a escala en les seves pel·lícules, construint objectes i llocs que haurien estat massa cars d'haver-los fet a grandària real, i posar-los prou prop de la cambra o amb fotogrames a gran velocitat perquè semblessin reals. Això va permetre també als directors expandir la seva imaginació i crear veritables ciutats futuristes. Per a donar-los vida a aquestes ciutats van crear efectes pràctics amb miralls. El procés passava per inclinar un mirall a 45è davant de la cambra per a reflectir la miniatura. Després, es llevava una de les seccions de la superfície del reflex perquè els actors, que estan en l'estudi darrere del mirall, poguessin ser vists a través del cristall “net”. Amb un més que cuidat joc de llums, les miniatures reflectides havien de coincidir amb l'escenari en miniatura perquè la cambra pogués capturar totes dues perfectament.

### King Kong
Els efectes especials continuen evolucionant. L'any 1933, la pel·lícula King Kong mostrava a un monstre de 16 metres creat amb stop-motion, una tècnica que ja va sorgir amb el naixement del segle XX i amb el cinema mateix, però tan perfeccionada que els seus responsables van ser considerats pioners en ella. Willis O'Brien, especialitzat en aquest sistema amb anteriors pel·lícules de dinosaures, va ser l'encarregat de manipular les maquetes i els ninots.

### Stanley Kubrick
L'any 1968, Stanley Kubrick estrena una de les pel·lícules més importants a nivell visual de tota la història del cinema: 2001: una odissea de l'espai. Aquesta va rebre un Oscar, entre d'altres, als millors efectes especials. El director havia aconseguit, per exemple, crear la sensació de "no gravetat" de l'espai amb una tècnica menys complicada del que sembla: la cambra girava juntament amb el passadís que estava construït sobre una espècie d'armadura circular que es desplaçava a una velocitat estable. D'aquesta manera, si s'aconseguia mantenir perfectament estable, el que sembla girar és «el sentit de la gravetat», que no el propi passadís. D'aquesta manera els astronautes no tenen res més a romandre dempeus i baixar cap a «baix» encara que l'efecte final semblarà que està donant voltes.

### Steven Spielberg
L'any 1975, Spielberg roda la pel·lícula Tauró. Per a això, necessita construir un tauró animatrònic capacitat per a funcionar en l'aigua. Amb l'ajuda de Bob Mattey i gràcies a l'enginyeria, van crear l'animal fals. Malgrat haver-ho construït, la deterioració que va sofrir pel contacte amb l'aigua i la dificultat de manejar-lo, van obligar el director a, en comptes de mostrar-lo completament, insinuar-lo amb l'ajuda d'altres recursos com l'edició la intensificació de la música.
No intimidat per les dificultats per a rodar Tauró, Spielberg va tornar a utilitzar animals animatrónics en la seva pel·lícula de 1993 Parc Juràssic. Al costat de la animatrónica, els marionetistas i els homes disfressats, va anar així possible donar vida als dinosaures del parc juràssic. Encara que, cal dir que el director també es va ajudar ja d'una mica de treball digital en la postproducció per a això.

### Rick Baker
Els anys 1980 van ser la dècada de l'auge dels efectes pràctics, que van arribar al cim del refinament. Especialment, va haver-hi un auge en l'art del maquillatge de caracterització, sobretot al cinema de terror. Una de les pel·lícules més representatives d'això és Un home llop americà a Londres (John Landis, 1981). En aquest film, Rick Baker es va encarregar de la caracterització de l'home que es transforma en llop, arribant així a guanyar un Oscar al millor maquillatge. Baker, amb aquella transformació, es pot dir que va crear escola i va ser pioner de grans caracteritzacions posteriors com la dissenyada per Rick Bottin en Udols.

### Efectes digitals
Entrats els anys 1990, els efectes pràctics comencen a sofrir la competència del digital (com va succeir en Jurassic Park, es comencen a combinar amb ells).
Així, gràcies a les noves tecnologies i a les millores en computació, els efectes digitals comencen a tenir gran protagonisme (encara que els pràctics no arriben a desaparèixer totalment).

#### Les germanes Wachowski
Les germanes Wachowski, creadores de la trilogia Matrix, van combinar efectes especials propis de la pel·lícules d'arts marcials, efectes fotogràfics creats per ordinador, etc. Entre aquests, amb l'ajuda de l'empresa Manex Visual Effects, van crear una nova tècnica capaç de registrar 12.000 fotogrames per segon anomenada temps mort o "temps bala" ("bulletestafi"). Aquesta congelava una imatge a la meitat de l'acció per a després girar la càmera fins a un altre angle diferent i seguir amb el moviment de l'objecte filmat.
Aquesta pel·lícula va ser creada a partir d'efectes majoritàriament digitals. De fet, en cada imatge es gravava a l'actor amb 5 càmeres digitals d'alta resolució diferents, per a així captar el cos de l'actor en 3D i poder-lo recrear en qualsevol situació. De fet, moltes de les escenes estan completament realitzades a través d'ordinador, exceptuant l'acció.

#### Peter Jackson
Un altre dels emblemes en efectes especials va ser Peter Jackson, el creador dels efectes en El Senyor dels Anells (inicis dels anys 2000). En aquesta, de nou, es combinen efectes especials digitals (per a crear personatges com Gollum) i pràctics (en els maquillatges, miniatures, pròtesis, etc). La quantitat d'efectes utilitzats per a realitzar aquesta trilogia va ser de 2.730 entre pràctics i digitals (540 en la primera, 799 en la segona i 1.488 en la tercera). En el terreny del digital, es va usar la nova tècnica del modelatge tridimensional per a crear alguns dels personatges: uns escàners molt precisos es van encarregar de registrar la maqueta prèvia que posteriorment, en digitalitzar-se, permeten animar les figures tridimensionalment.
Quant als pràctics, per a crear la sensació que els Hobbits eren més petits que els altres individus, es va usar la tècnica tradicional trucada "perspectiva forçada". Aquesta consisteix a allunyar de la cambra al personatge que ens interessa minimitzar. Pel fet que la càmera no detecta l'espai que hi ha entre personatges, es crea una il·lusió òptica.

#### El curiós cas de Benjamin Button(2008)
En aquesta pel·lícula, el personatge protagonista és una animació de Brad Pitt durant els primers 52 minuts de llargmetratge. A través de l'animació de gràfics per ordinador, l'actor envelleix 70 anys sense l'ajuda de maquillatge. Més avançat el film, la seva caracterització és realitzada amb ajuda del maquillatge. Per a aquest projecte, es va arribar a crear un programa informàtic de captura d'emocions del rostre, el qual va arribar a registrar gran quantitat dels moviments musculars de l'actor i que també es tornarà estàndard.

#### Avatar(2009)
Per a realitzar els efectes especials totalment digitals d'aquesta pel·lícula es van arribar a trigar fins a 4 anys. En la seva creació, es va dissenyar un programari especialitzat en l'animació d'explosions, i el director (James Cameron) va idear una tècnica que li permetia veure a temps real als actors caracteritzats digitalment mitjançant un monitor, la qual cosa va aportar una gran naturalitat en els gestos. La companyia encarregada de realitzar aquests efectes va ser Weta Digital.

#### Gravity(2013)
En aquesta pel·lícula d'Alfonso Cuarón, els efectes visuals van ser creats per la companyia Londres Framestore. En la majoria de les preses d'aquest film, només es va gravar el rostre dels actors. Tots els altres elements van ser creats en postproducció de manera digital (gràcies a un any de preproducció). De fet, els únics escenaris físicament reals són els interiors de les càpsules i una part de l'estació espacial, i fins i tot en aquests casos també es van usar efectes digitals.
Per a simular els efectes de microgravetat de la pel·lícula, l'equip va utilitzar una combinació de càmeres de moviment controlat i torres de llum.

## Empreses d'efectes especials destacades
- Airmagic Special Effects (Toronto, ON, Canada)
- Bird Studios (London UK)
- BUF Compagny (Paris FR)
- CA Scanline (München, DE)
- Cinesite (London/Hollywood)
- Digital Domain (Venice, LA, CA, US)
- DreamWorks (LA, CA, US)
- Flash Film Works (LA, CA, US)
- Hydraulx (Santa Monica, LA, US)
- Industrial Light and Magic, fundada per George Lucas per a dur a la pantalla gran la seva saga, StarWars. ILM és una pionera en diverses disciplines d'efectes especials i és una de les més antigues i respectades companyies del món.
- Intelligent Creatures (Toronto, ON, CA)
- MagicSnow Systems (Hollywood, CA, US)
- Sony Pictures Imageworks (Culver City, CA, USA)
- Weta Digital, una companyia amb base a Nova Zelanda, la qual ha treballat en pel·lícules com Criatures Celestials, Atrapa'm a aquests fantasmes, la trilogia del Senyor dels Anells i King Kong entre d'altres. Després del Senyor dels Anells, aquesta companyia fundada per Peter Jackson es va fer un nom a Hollywood aconseguint gran prestigi. Actualment és la principal responsable dels efectes de la nova pel·lícula que James Cameron prepara, Avatar, la quin intenta introduir noves tècniques de captura de moviments i digitalització per al nou format 3D.